# Wilhelm Patsche
Wilhelm Patsche (* 22. September 1887 in Hannover; † 28. Juli 1968 ebenda) war ein deutscher Opernsänger (Bass). In seiner fünfzigjährigen Zeit am Staatstheater Hannover machte er sich insbesondere als Wagnersänger einen Namen.

## Leben
Wilhelm Patsche erhielt seine Gesangsausbildung in seiner Heimatstadt Hannover, wo er bereits als junger Mann von 1907 bis 1914 als Chorsänger am Opernhaus sowie als Statist bei Theateraufführungen erste Schritte auf der Bühne unternahm. Nach dem Kriegsdienst im Ersten Weltkrieg begann Patsche 1917 am hannoverschen Hoftheater seine Karriere als Gesangssolist in der Rolle des Biterolfs in Richard Wagners Tannhäuser. In den nächsten fünf Jahrzehnten blieb Wilhelm Patsche Mitglied im Ensemble des Hof- und späteren Staatstheaters Hannover. Er wurde vor allem ein bekannter Wagner-Sänger, so als Daland im Fliegenden Holländer, als König Heinrich im Lohengrin, als Landgraf im Tannhäuser, als Marke in Tristan und Isolde, als Hans Sachs oder Pogner in den Meistersingern von Nürnberg, als Hunding in der Walküre und als Gurnemanz im Parsifal. 1931 trat Wilhelm Patsche bei den Bayreuther Festspielen als Fasolt im Rheingold und als Hagen im Siegfried auf.
Patsche sang alle berühmten Rollen seiner Stimmlage, von Mozart bis Wagner, von Weber bis Rossini. In Hannover sang er 1927 in der Uraufführung der Oper Herrn Dürers Bild von Joseph Gustav Mraczek und 1942 in der Uraufführung von Das königliche Opfer von Georg Vollerthun. Der Sänger erarbeitete sich mit gewissenhaftem Fleiß beispielsweise auch skurrile Figuren der Kompositionen von Ermanno Wolf-Ferrari. Zusätzlich gab der im Ensemble wie beim Publikum beliebte Gesangssolist Gastspiele an der Hamburgischen Staatsoper, an der Semperoper in Dresden sowie 1935 und 1936 am Théatre de la Monnaie in Brüssel.
Nach dem Zweiten Weltkrieg endete die Festanstellung Patsches als Mitglied des Ensembles am Opernhaus Hannover durch Erreichen des Rentenalters. Stattdessen wurde ein über mehrere Jahre laufender Gastvertrag geschlossen, in dessen Laufzeit Patsche weiter in Wagner-Rollen auftrat.
Wilhelm Patsche war Freimaurer und Mitglied der Freimaurerloge Baldur in Hannover, in der er „[…] mit seiner Kunst häufig zum Gelingen der Logenabende“ beitrug.

## Ehrungen
Der 1979 angelegte kleine, nur 157 m lange Weg Wilhelm-Patsche-Winkel im hannoverschen Stadtteil Bothfeld wurde nach dem Sänger benannt.